# Lista do patrimônio histórico no Amapá
Essa é uma sublista da lista do patrimônio histórico no Brasil para o estado brasileiro do Amapá.
| Município | Monumento ou obra               | Esfera do tombamento | Uso atual         | Ano do tombamento |
| --------- | ------------------------------- | -------------------- | ----------------- | ----------------- |
| Macapá    | Fortaleza de São José do Macapá | Federal              | Museu Territorial | 1950              |

## Fonte
- IPHAN. Arquivo Noronha Santos